# Vincze von Borbás
Vincze von Borbás (28 de julio de 1844, Ipoly-Litke, Hungría - 7 de julio de 1905, Kolozsvár) fue un botánico húngaro.
Fue autor de centenares de nombramientos de nuevas especies, mas la mayor parte no se retuvieron como válidos.

## Obra
- Vasvármegye növényföldrajza és flóraja (Geographia atque enumeratio plantarum comitatus Castriferrei in Hungaria). 1887.

Abauj Torna Vármegye Flórája. 1896
- A Balaton Tavanak és Partmellekenek Növényföldraza és Edényes Növénzyzete. 1900

Se poseen 903 registros de sus identificaciones y nombramientos de nuevas spp.

## Honores

### Epónimos
Especies
- (Poaceae) Lotus borbasii Ujhelyi 1960
- (Caprifoliaceae) Lonicera borbasiana (Kuntze) Degen
- (Rubiaceae) Asperula borbasiana (Korica) Korica 1981
- (Lamiaceae) Mentha × borbasiana Briq.
- (Rosaceae) Rosa borbasiana Heinr.Braun
- (Tiliaceae) Tilia borbasiana Braun
- (Asteraceae) Carduus borbasii Javorka 1914
- (Clusiaceae) Hypericum borbasii Formánek 1891

Género
- Borbasia

- La abreviatura «Borbás» se emplea para indicar a Vincze von Borbás como autoridad en la descripción y clasificación científica de los vegetales.[1]